# Dori Pierson
Dori Pierson (21 novembre 1948) è una sceneggiatrice statunitense.

## Biografia
Sposata inizialmente con Frank Pierson divorziò, per risposarsi in seguito con Chris Carter. Durante la sua carriera è stata  anche produttrice.

## Filmografia

### Sceneggiatrice
- The Impostor, regia di Michael Pressman (1984) Film TV
- Obsessed with a Married Woman (1985) Film TV
- Prince of Bel Air (1986) Film TV
- Affari d'oro (Big Business) (1988)

### Produttrice
- Spot Marks the X (1986) Film TV
- Prince of Bel Air (1986) Film TV